# Eva Probst
Eva Irene Probst (Berlijn-Kreuzberg, 21 april 1930 - Berlijn, 25 november 2018) was een Duitse actrice.
In het begin van haar carrière speelde Probst in toneelstukken. In de jaren vijftig werd zij ontdekt als filmactrice en speelde in bioscoopfilms als Das kalte Herz (1950), Ich hab' mein Herz in Heidelberg verloren (1952), Die Försterbuben (1955) en Sohn ohne Heimat (1955). Ze speelde ook in de televisieseries Sie schreiben mit (1960-1964) en Meine Schwiegersöhne und ich (1969). Bij een jonger publiek is zij vooral bekend door haar rol als Jessica Naumann in Gute Zeiten, Schlechte Zeiten (1992-1993). Ze was ook te zien in de series Achterbahn (1992) en Hallo, Onkel Doc! (1994).
In haar latere jaren was Probst nog maar zelden te zien op televisie. Zij woonde in een kunstenaarskolonie in Berlijn-Wilmersdorf. Haar laatste rol was in 2016 in de korte film Kryo van regisseur Christoph Heimer.
Tussen 1954 en 1960 was Probst getrouwd met acteur Gerhard Riedmann, met wie zij een dochter had. Na haar scheiding was zij lange tijd samen met de acteur Harald Juhnke.

## Filmografie
- 1950: Nur eine Nacht
- 1950: Das kalte Herz
- 1951: Die verschleierte Maja
- 1951: Stips
- 1952: Sein großer Sieg
- 1952: Ich hab’ mein Herz in Heidelberg verloren
- 1953: Anna Susanna
- 1953: Staatsanwältin Corda
- 1953: Der Vogelhändler
- 1954: The Lie (televisie)
- 1954: Hoheit lassen bitten
- 1955: Sohn ohne Heimat
- 1955: Drei Tage Mittelarrest
- 1955: Der Major und die Stiere
- 1955: Die Försterbuben
- 1956: Solange noch die Rosen blühn
- 1957: … und die Liebe lacht dazu
- 1961: Biographie und Liebe
- 1963: Sie schreiben mit – Zweimal Barbara
- 1964: Gewagtes Spiel – Der Kopfsprung
- 1969: Meine Schwiegersöhne und ich (televisieserie)
- 1972: Paganini (televisiefilm)
- 1986: Der Prinz (televisiefilm)
- 1989: Quatre mains
- 1990: Bei mir liegen Sie richtig
- 1990: Das Glück sei Unbeweglichkeit
- 1991: Becoming Colette
- 1992: Achterbahn – Schlangenliebe
- 1992–1993: Gute Zeiten, schlechte Zeiten
- 1994: Hallo, Onkel Doc!
- 1996: Achterbahn – Läusefrei
- 1996: Für alle Fälle Stephanie
- 2001: Der Landarzt – Millimetersache
- 2005: Zurück in der Stadt von Morgen (korte film)
- 2013: Der letzte Men(t)sch
- 2014: Frau Jeremias Glück (korte film)
- 2016: Kryo (korte film)